# Franz Vaahsen
Franz Vaahsen (lt. Geburtsurkunde „Vaaſsen“, andere Schreibweisen Vaaßen, Vaassen, Vassen) (* 23. Oktober 1881 in Mönchengladbach; † 2. Oktober 1944 in Düsseldorf) wirkte ab 1924 als Pfarrer in der Wittlaerer Kirche St. Remigius bis zu seiner Verhaftung durch das Nazi-Regime im Jahr 1944.

## Leben

### Jugend und Ausbildung
Franz Vaahsen stammte aus einer christlich geprägten Kaufmannsfamilie aus Mönchengladbach. Er besuchte zunächst das dortige Gymnasium und erhielt später Privatunterricht. Am 13. September 1904 legte der junge Mann im Hildesheimer Gymnasium Josephinum Hildesheim sein Abitur ab. Es folgten Studien der Theologie und Kunstgeschichte an der Universität Bonn. Anschließend besuchte Vaahsen das Kölner Priesterseminar. Am 10. August 1908 wurde Franz Vaahsen vom Weihbischof Joseph Müller im Kölner Dom zum Priester geweiht.

### Leben als Pfarrer
Nach einer ersten Stelle in Kall in der Eifel, trat Vaahsen am 14. März 1912 bei St. Peter und Paul in Ratingen die Kaplansnachfolge wo er zwölf Jahre tätig war. Dort legte er besonderen Wert auf die Jugendarbeit.
Am 16. Februar 1924 wurde Franz Vaahsen zum Pfarrer in der damals noch selbständigen Gemeinde Wittlaer ernannt und auch in den örtlichen Schulvorstand aufgenommen. Vaahsen setzte seine in Ratingen begonnene Jugendarbeit in der neuen Gemeinde fort. Unter seiner Regie entstand ein Jugendheim mit angeschlossener Bibliothek. Weiterhin sorgte er für die Errichtung eines Sportplatzes und einer Nähstube. 1931 zählte die katholische Jugendorganisation in dem kleinen Ort rund 100 Mitglieder beiderlei Geschlechts. Mit der Machtübernahme der Nationalsozialisten begann der Kampf um das Weiterbestehen der katholischen Vereine. 1933 wurde der Ortsverband Wittlaer der Deutschen Jugendkraft aufgelöst.

### Widerstand gegen den Nationalsozialismus
Bereits am 9. April 1933 kritisierte der Wittlaerer Pfarrer in seiner Predigt zum Palmsonntag die neuen Machthaber. Die NSDAP-Ortsgruppe Wittlaer reagierte mit einem Aufruf an alle „Volksgenossen“ sich in der Gaststätte „Brands Jupp“ zu versammeln, um dort den per Einschreiben geladenen Pfarrer Vaahsen die Machtansprüche der Partei zu erläutern. Seit 1937 war im Regierungsbezirk Düsseldorf der Religionsunterricht an den Schulen verboten. Vaahsen erteilte diesen gegen Widerstände der Nationalsozialisten in einem Anbau des Pastorats weiter.

### Förderer der Kunst
Vaahsen stand als Wegbereiter moderner Sakralkunst zu seiner Zeit im Widerspruch zur Kirchenleitung; so stattete er seine Pfarrkirche im Sinne der avantgardistischen Moderne neu aus. Als Mitglied des „Kerzenkreises“ lernte er Ewald Mataré kennen. In den Jahren schuf dann der Künstler die Kreuzigungsgruppe, das Altarkreuz, den Tabernakel und für die Nordsakristei entwarf Mataré Fenster. Schon 1926 bis 1927 konnte Jan Thorn Prikker neue Fenster liefern. Den Abschluss des Neuausstattungsprogramms bildete 1937 ein Fenster als Gemeinschaftswerk von Heinrich Nauen und Wilhelm Teuwen.

### Verhaftung und Tod
Am 29. Juni 1944 wurde Franz Vaahsen, aufgrund einer Anschuldigung, staatsfeindliche Reden gehalten zu haben, von der Gestapo in „Schutzhaft“ genommen. Vaahsen, der schon länger unter Leberzirrhose litt, wurde am 1. September 1944 für arbeitsunfähig erklärt und aus der Haft entlassen. Der Sterbenskranke konnte nicht mehr in seine Gemeinde zurückkehren und starb am 2. Oktober 1944 im Kaiserswerther Marienkrankenhaus. 
1949 fand ein Prozess vor dem Düsseldorfer Schwurgericht gegen zwei Personen statt, die den Pfarrer angezeigt hatten. Es kam zu einem Freispruch und einer Verurteilung wegen Verbrechens gegen die Menschlichkeit.

## Ehrungen
In Düsseldorf-Wittlaer sind eine Straße und eine Grundschule nach ihm benannt.
Die katholische Kirche hat Pfarrer Franz Vaaßen im Jahr 2014  als Glaubenszeugen in das deutsche Martyrologium des 20. Jahrhunderts in der 6. Auflage aufgenommen.